# Лорентсен, Руне
Ру́не Ло́рентсен (норв. Rune Lorentsen; род. 8 октября 1961, Тромсё, Тромс) — норвежский кёрлингист на колясках. Скип сборной Норвегии на зимних Паралимпийских играх 2006,  2010, 2014 и 2018 годов, трёхкратный чемпион мира. В составе смешанной парной сборной Норвегии бронзовый призёр чемпионата мира 2022.

## Достижения
- Зимние Паралимпийские игры: серебро (2018).
- Чемпионат мира по кёрлингу на колясках: золото (2007, 2008, 2017), серебро (2016), бронза (2011).
- Чемпионат мира по кёрлингу на колясках среди смешанных пар: бронза (2022).

## Команды
| Сезон                                                                      | Четвёртый           | Третий             | Второй               | Первый             | Запасной                                     | Турниры                                    |
| -------------------------------------------------------------------------- | ------------------- | ------------------ | -------------------- | ------------------ | -------------------------------------------- | ------------------------------------------ |
| 2004—05                                                                    | Paul Aksel Johansen | Гейр Арне Скогстад | Lene Tystad          | Trine Fissum       | Руне Лорентсен тренер: Ingrid Claussen       | ЧМК 2005 (5 место)                         |
| 2005—06                                                                    | Гейр Арне Скогстад  | Руне Лорентсен     | Paul Aksel Johansen  | Trine Fissum       | Lene Tystad                                  | ЗПИ 2006 (4 место)                         |
| 2006—07                                                                    | Руне Лорентсен      | Гейр Арне Скогстад | Йостен Стордаль      | Lene Tystad        | Trine Fissum тренер: Thoralf Hognestad       | ЧМК 2007                                   |
| 2007—08                                                                    | Руне Лорентсен      | Йостен Стордаль    | Гейр Арне Скогстад   | Lene Tystad        | Анне Метте Самдаль тренер: Thoralf Hognestad | ЧМК 2008                                   |
| 2008—09                                                                    | Руне Лорентсен      | Гейр Арне Скогстад | Йостен Стордаль      | Анне Метте Самдаль | Lene Tystad тренер: Thoralf Hognestad        | ЧМК 2009 (7 место)                         |
| 2009—10                                                                    | Руне Лорентсен      | Йостен Стордаль    | Гейр Арне Скогстад   | Lene Tystad        | Анне Метте Самдаль тренер: Per Christensen   | ЗПИ 2010 (9 место)                         |
| 2010—11                                                                    | Руне Лорентсен      | Йостен Стордаль    | Tone Edvardsen       | Терье Рафдаль      | Runar Bjørnstad тренер: Thoralf Hognestad    | ЧМК 2011                                   |
| 2011—12                                                                    | Руне Лорентсен      | Йостен Стордаль    | Терье Рафдаль        | Сиссель Локен      | Per Fagerhøi тренер: Thoralf Hognestad       | ЧМК 2012 (9 место)                         |
| 2012—13                                                                    | Руне Лорентсен      | Йостен Стордаль    | Сиссель Локен        | Терье Рафдаль      | Оле Фредрик Сиверсен                         | ЧМК 2013 (10 место)                        |
| 2013—14                                                                    | Руне Лорентсен      | Йостен Стордаль    | Анне Метте Самдаль   | Терье Рафдаль      | Сиссель Локен тренер: Оле Ингвальдсен        | ЗПИ 2014 (8 место)                         |
| 2014—15                                                                    | Руне Лорентсен      | Йостен Стордаль    | Оле Фредрик Сиверсен | Сиссель Локен      | Gina Kristin Brøndbo тренер: Per Andreassen  | ЧМК 2015 (10 место)                        |
| 2015—16                                                                    | Руне Лорентсен      | Йостен Стордаль    | Оле Фредрик Сиверсен | Сиссель Локен      | Jan-Erik Hansen тренер: Per Andreassen       | ЧМК 2016                                   |
| 2016—17                                                                    | Руне Лорентсен      | Йостен Стордаль    | Оле Фредрик Сиверсен | Сиссель Локен      | Рикке Иверсен тренер: Петер Дальман          | ЧМК 2017                                   |
| 2017—18                                                                    | Руне Лорентсен      | Йостен Стордаль    | Оле Фредрик Сиверсен | Сиссель Локен      | Рикке Иверсен тренер: Петер Дальман          | ЗПИ 2018                                   |
| 2018—19                                                                    | Руне Лорентсен      | Йостен Стордаль    | Оле Фредрик Сиверсен | Сиссель Локен      | Рикке Иверсен тренер: Петер Дальман          | ЧМК 2019 (4 место)                         |
| Кёрлинг на колясках среди смешанных пар (wheelchair mixed doubles curling) |                     |                    |                      |                    |                                              |                                            |
| 2020—21                                                                    | Рикке Иверсен       | Руне Лорентсен     |                      |                    |                                              | ЧНСП 2020 (14 место)                       |
| 2021—22                                                                    | Рикке Иверсен       | Руне Лорентсен     |                      |                    | тренер: Петер Дальман                        | ЧМКСП 2022                                 |
| 2022—23                                                                    | Рикке Иверсен       | Руне Лорентсен     |                      |                    | тренер: Elin Ingvaldsen (ЧМКСП)              | ЧНСП 2023 (6 место) ЧМКСП 2023 (14 место)  |
| 2023—24                                                                    | Рикке Иверсен       | Руне Лорентсен     |                      |                    | тренер: Elin Ingvaldsen (ЧМКСП)              | ЧНСП 2024 (14 место) ЧМКСП 2024 (14 место) |

(скипы выделены полужирным шрифтом)